# Cupar (Saskatchewan)
Pour l’article homonyme, voir Cupar.
Cupar est une ville de la Saskatchewan au Canada, située à 75 km au nord-est de Régina.
Sa population était de 598 habitants en 2021.
C'est la ville où le joueur de hockey sur glace Eddie Shore a commencé sa carrière.